# サーマス・サーモフィルス
サーマス・サーモフィルス(テルムス・サーモフィルス、Thermus thermophilus)はグラム陰性の好気性細菌である。約75℃に至適生育温度をもち、高度好熱菌に分類される。また、遺伝子操作系が確立されているなどバイオテクノロジーにも応用範囲が広く、遺伝情報学やシステム生物学のモデル生物になっている。サーマス・サーモフィルスの株の中ではHB8株とHB27株が最も有名で、双方とも2004年にゲノムの全塩基配列の解読が完了している。サーマス・サーモフィルスは日本の伊豆の峰温泉にある噴気孔から最初に発見・単離された。HB8、HB27株は1968年に大島泰郎により単離されたが、50年後の2018年には、Thermus thermophilus発見50周年の学術集会の際にサンプリングを行い、新たにHC11、HB5002、HB5008、HB5018株等が分離された。日本国内では、峰温泉以外にも、九州電力大岳発電所（TMY株）、兵庫県有馬温泉（AA2-20、AA2-29、AA1-1、AA2-2、AA3-7、AK1株等）、新潟県瀬波温泉などから多くの株が分離されている。